# Cairo (Georgia)
Cairo – miasto w Stanach Zjednoczonych, w stanie Georgia, siedziba administracyjna hrabstwa Grady.